# Centerville (Dakota Południowa)
Centerville – miasto w Stanach Zjednoczonych, w stanie Dakota Południowa, w hrabstwie Turner.